# Слайго (графство)
Слайго (англ. Sligo, ірл. Sligeach) — графство на північному заході Ірландії.

## Адміністративний поділ
Входить до складу провінції Коннахт на території Республіки Ірландії. Столиця і найбільше місто — Слайго.
Населення 65 270 чоловік (25-те місце серед графств; 2011 г.). Назване від імені міста Слайго. Займає серед з 32-х графств Ірландії 22-ге місце по площі і 26-те за кількістю населення.